# Ryszard Kalpas
Ryszard Kalpas (ur. 31 grudnia 1906 w Samarkandzie, zm. 2 kwietnia 1940 w Katyniu) – kapitan saperów Wojska Polskiego.  

## Życiorys
Syn Antoniego i Aldony z Radziejowskich, wnuczki Ignacego. Starszy brat Rajmunda, Rolanda i Jolanty. W 1927 roku zdał maturę w I Gimnazjum Miejskim im. gen. Józefa Sowińskiego w Warszawie.
W Wojsku Polskim od 1927. Absolwent Szkoły Podchorążych Inżynierii w Warszawie. 15 sierpnia 1931 Prezydent RP Ignacy Mościcki mianował go podporucznikiem ze starszeństwem z 15 sierpnia 1930 roku i 27. lokatą w korpusie oficerów inżynierii i saperów, a Minister Spraw Wojskowych wcielił do Batalionu Elektrotechnicznego w Nowym Dworze Mazowieckim. W 1938 był adiutantem baonu. Na stopień kapitana awansowany ze starszeństwem z dniem 19 marca 1939 i 59. lokatą w korpusie oficerów saperów, grupa liniowa. W marcu 1939 przebywał na kursie. 
W czasie kampanii wrześniowej 1939 roku dostał się do sowieckiej niewoli. Przebywał w obozie w Kozielsku. Wiosną 1940 roku został zamordowany przez funkcjonariuszy NKWD w Katyniu i tam pogrzebany. Od 28 lipca 2000 roku spoczywa na Polskim Cmentarzu Wojennym w Katyniu.
Ryszard Kalpas był żonaty z Ireną z Rolla-Dobińskich. Grób symboliczny znajduje się na cmentarzu Powązkowskim (kwatera 39-6-28/29).

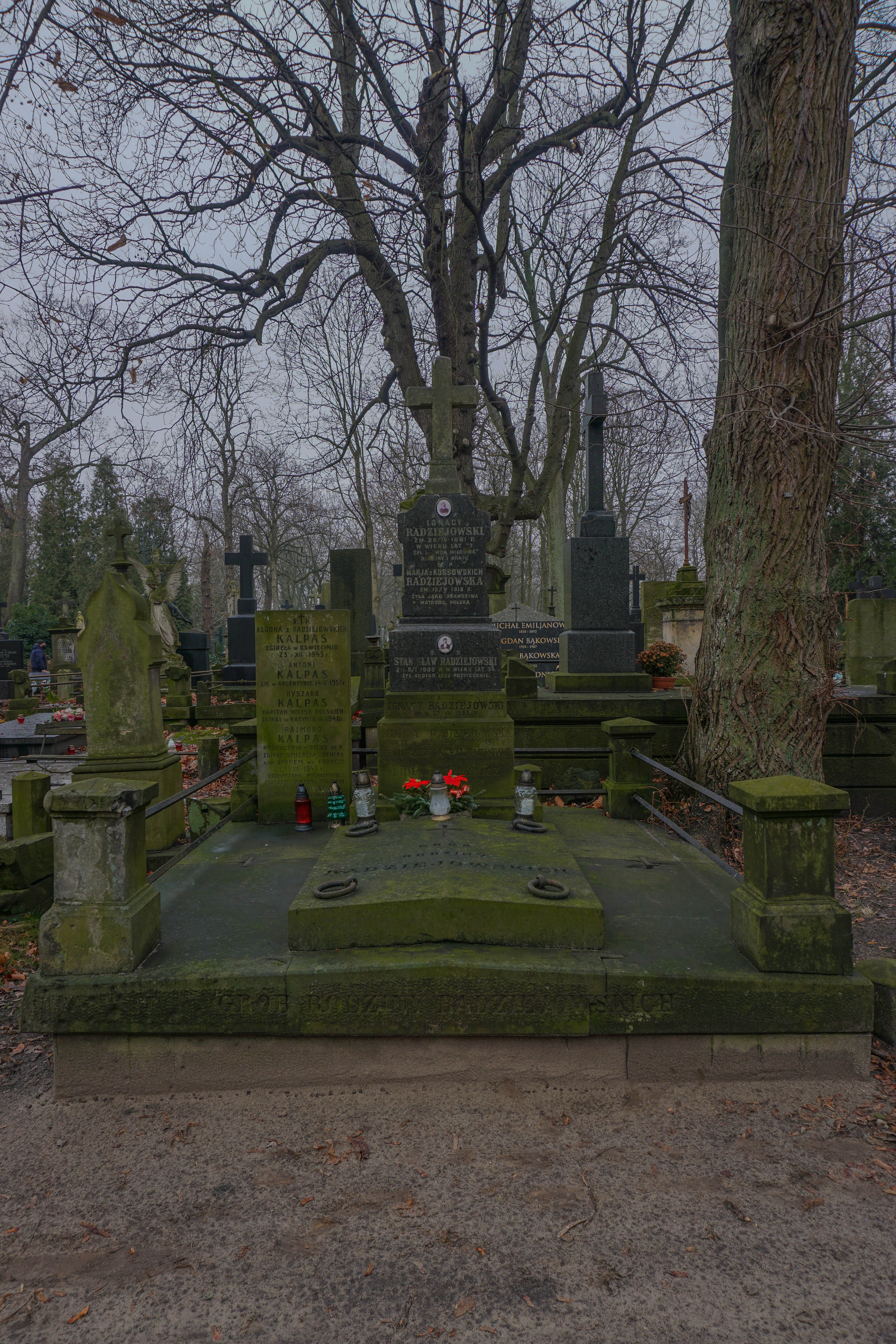
Grób Ignacego Radziejowskiego i (symboliczny) Ryszarda Kalpasa na cmentarzu Powązkowskim

5 października 2007 Minister Obrony Narodowej Aleksander Szczygło mianował go pośmiertnie na stopień majora. Awans został ogłoszony 9 listopada 2007, w Warszawie, w trakcie uroczystości „Katyń Pamiętamy – Uczcijmy Pamięć Bohaterów”.

## Ordery i odznaczenia
- Brązowy Krzyż Zasługi[4]
- Brązowy Medal za Długoletnią Służbę[8]
- Odznaka pamiątkowa batalionu elektrotechnicznego